# Biddisham
Biddisham – wieś w Anglii, w Somerset. W 1931 roku civil parish liczyła 90 mieszkańców.